# Andrzej Gołda (dziennikarz)
Andrzej Gołda (ur. 25 marca 1958 w Kielcach) – polski scenarzysta i dziennikarz.

## Życiorys
W 1986 ukończył studia na Wydziale Humanistycznym Wyższej Szkoły Pedagogicznej w Kielcach, a w 1996 Zaoczne Wyższe Zawodowe Studium Scenariuszowe PWSFTviT w Łodzi.
Był dziennikarzem Gazety Kieleckiej i Słowa Ludu.
W 1996 otrzymał Nagrodę Stowarzyszenia Dziennikarzy Polskich za wybitne osiągnięcia dziennikarskie.
W 1997 został laureatem I Nagrody w polskiej edycji konkursu Konkurs Hartley-Merrill za scenariusz Biedroneczko, biedroneczko....

## Filmografia
- Policjanci (1999) scenariusz
- Na dobre i na złe (2003–2005) scenariusz (odc. 152, 158, 172, 180, 186, 189, 202-203, 210, 212)
- Na Wspólnej (2003–2019) dialogi
- Piekło niebo (2004) scenariusz
- Kryminalni (2004–2008) scenariusz (odc. 5, 10, 14, 16-17, 20-21, 25, 28, 32-34, 41-43, 47, 49, 57, 59-60, 63, 68)
- Kryminalni: Misja śląska (2006) scenariusz
- Hania (2007) scenariusz
- Hotel 52 (2010–2013) scenariusz (odc. 1-2, 82-85)
- Instynkt (2011) scenariusz
- Pakt (2015–2016) scenariusz (odc. 3, 6, 2) i story (odcinki: 1-4)
- Ach śpij kochanie (2017) scenariusz
- Kruk. Szepty słychać po zmroku (2018) Redakcja (nie występuje w napisach)
- Pan T. (2019) scenariusz
- 25 lat niewinności. Sprawa Tomka Komendy (2020) scenariusz
- Marzec '68 (2022) scenariusz
- Kres niewinności (2022) scenariusz
- Gorzko, gorzko! (2022) scenariusz
- Figurant (2023) scenariusz
- Doppelgänger. Sobowtór (2023) scenariusz